# Morgan & Morgan
Morgan & Morgan — американская юридическая фирма, основанная в 1988 году Джоном Морганом. Штаб-квартира расположена в Орландо, штат Флорида. Хотя Morgan & Morgan исторически специализировалась на делах, связанных с причинением вреда здоровью, медицинской халатностью и коллективными исками, фирма со временем расширила свою практику на другие области юридических услуг. По состоянию на 2024 год фирма располагает 108 офисами во всех 50 штатах США и в Вашингтоне (округ Колумбия) и насчитывает более 3 000 сотрудников, включая свыше 1 000 юристов.

## История
Фирма была основана в 1988 году в городе Орландо (штат Флорида) Джоном Морганом и его партнёрами Стюартом Коллингом и Роном Гилбертом. В 1989 году фирма начала рекламироваться на телевидении и радио.
В 2005 году Морган выкупил доли партнёров и переименовал фирму в «Morgan & Morgan», добавив в качестве партнёра свою жену Ультиму. Газета Orlando Sentinel назвала причиной этих изменений «фундаментальные разногласия по поводу роста и расширения фирмы».
К началу 2000-х годов фирма выросла до 420 сотрудников и открыла офисы по всему штату Флорида. К 2013 году в штате компании насчитывалось 260 юристов и 1800 сотрудников, сеть офисов охватила Флориду, Джорджию, Миссисипи, Кентукки и Манхэттен.
В январе 2011 к офису Morgan & Morgan в Тампе присоединился Чарли Крист, который выразил желание вернуться к юридической практике в последнюю неделю на посту губернатора штата Флорида. В фирме Крист, как специалист по сложным судебным делам, занимался в основном коллективными исками, выступая в роли так называемого рейнмейкера — ключевого сотрудника, привлекающего значительный объём новых клиентов и доходов не всегда очевидными способами. В ноябре 2016 года, спустя почти шесть лет работы в фирме, Крист был избран в Палату представителей США от 13-го округа штата Флорида. В феврале 2018 года Брэд Слейджер из Sunshine State News сообщил, что Morgan & Morgan якобы «пытается стереть все следы» своей связи с Кристом, который тогда был «новичком в Конгрессе» с «почти нулевым влиянием».
В 2018 году фирма получила более двух миллионов телефонных звонков и ежедневно заключала около 500 новых договоров с клиентами. В том же году сумма выплат по урегулированным делам составила $1,5 млрд, а расходы на рекламу по всей стране — $130 млн. Джон Морган был одним из первых юристов, кто начал рекламироваться в телефонных справочниках и на телевидении.
В 2021 году Джон Морган уволил половину сотрудников маркетингового отдела своей фирмы. Это произошло после запуска спорной национальной рекламной кампании Morgan & Morgan под слоганом Size Matters («Размер имеет значение»), которая должна была подчеркнуть масштаб фирмы, но была воспринята как неуместная аллюзия на мужские гениталии. Уволенные сотрудники ранее критиковали фаллический подтекст кампании.
По состоянию на 2025 год в компании работало более 3 000 сотрудников, включая 1 000 адвокатов, а сеть офисов охватила все 50 штатов США и Вашингтон (округ Колумбия).

## Судебные иски
Юридическая фирма Morgan & Morgan принимала участие в ряде громких судебных разбирательств в Соединённых Штатах. В 2017 году фирма подала коллективный иск в связи с утечкой персональных данных компании Equifax.
В 2018 году Morgan & Morgan совместно с юридическими фирмами DiCello Levitt & Casey и Robbins Geller Rudman & Dowd подала коллективный иск против компании Exactis после утечки данных, затронувшей, по сообщениям, около 230 миллионов американцев и 110 миллионов компаний.
В том же году, после подачи иска со стороны Morgan & Morgan, компания Healogics Inc. согласилась выплатить 22,51 миллиона долларов для урегулирования обвинений по Закону о ложных исках, связанных с неправомерным выставлением счетов по программе Medicare за ненужные медицинские процедуры.
Фирма также представляла интересы нескольких пострадавших в результате аварии на американских горках Sand Blaster, произошедшей 15 июня 2018 года на набережной Дейтона-Бич, Флорида.
Morgan & Morgan участвовала в судебном процессе, связанном с утечкой газа в Калифорнии в 2015 году.
6 октября 2022 года фирма подала иск в Федеральный окружной суд Южного округа Нью-Йорка от имени телеведущей Бетенни Франкель против компании TikTok, утверждая, что её изображение и видеоконтент использовались без разрешения для рекламы поддельных товаров. В иске утверждалось, что технологии платформы позволяли создавать вводящие в заблуждение материалы, нарушающие право Франкель на использование своего образа.
После массового вооружённого нападения в торговом центре Walmart в Виргинии пострадавшие сотрудники подали два иска против корпорации, каждый на сумму 50 миллионов долларов. Иски были поданы юридической фирмой Morgan & Morgan.
Morgan & Morgan также подала иск, связанный с железнодорожной аварией в Огайо, произошедшей в 2023 году.
В декабре 2024 года Morgan & Morgan подала иск от имени 18-летнего Брайса Мартинеса из Пенсильвании. В иске утверждается, что одиннадцать крупнейших производителей продуктов питания, такие как Coca-Cola, PepsiCo и Nestlé, способствовали развитию у него диабета 2 типа и cтеатоза печени, продвигая вызывающие привыкание ультраобработанные продукты. В иске, поданном в Филадельфии, утверждается, что компании намеренно производили вредную продукцию без надлежащих предупреждений о вреде для здоровья.
Также в декабре 2024 года Morgan & Morgan подала иск от имени женщин, обвинивших Орена и Алона Александеров, ранее известных предпринимателей в сфере элитной недвижимости, в сексуальном насилии. Вместе со своим старшим братом Талом они были арестованы в Майами и обвинены в изнасиловании и торговле людьми.
В феврале 2025 года Morgan & Morgan подала иск против компании Galaxy Gas от имени семьи Маргарет Колдуэлл, скончавшейся после вдыхания закиси азота из продукции компании. В иске говорится о халатности, отсутствии необходимых предупреждений и нарушениях норм безопасности. Также в нём содержится требование прекратить продажи продукции и выплатить компенсацию семье погибшей.

## Политическая активность
В 2013 году фирма Morgan & Morgan инициировала движение за внесение Поправки № 2 к Конституции Флориды, которая представляла собой политическую и юридическую кампанию за легализацию медицинского использования марихуаны. Фирма потратила более 15 миллионов долларов на поддержку инициативы и организовала кампанию United for Care, призывавшую голосовать за внесение поправки.
Джон Морган также сделал пожертвование на кампанию Хиллари Клинтон в 2016 году. В августе 2020 года он пожертвовал 355 000 долларов в пользу Biden Victory Fund. Морган поддерживает близкие отношения с младшим братом Джо Байдена — Фрэнком Байденом. Он также предоставил частный самолёт, на котором Фрэнк Байден прибыл на инаугурацию президента. По словам Моргана, он обсуждал с Фрэнком Байденом возможное трудоустройство в фирме Morgan & Morgan.
Фирма Morgan & Morgan выделила 1,5 миллиона долларов на поддержку инициативы о внесении поправки в Конституцию Флориды с целью повышения минимальной почасовой оплаты труда до 15 долларов. По данным газеты Orlando Weekly, некоторые сотрудники фирмы зарабатывали менее 15 долларов в час. Когда журналист задал Моргану соответствующий вопрос, он ответил: «Я знаю, к чему вы клоните, и это чушь», уточнив, что сотрудники его колл-центра начинают с годового оклада в 25 000 долларов (что эквивалентно примерно 15 долларам в час). Он также добавил: «Спорим, вы не зарабатываете 25 000 долларов в год».
Впоследствии фирма Morgan & Morgan сыграла ключевую роль в продвижении Поправки № 2 к Конституции Флориды 2020 года, направленной на повышение минимальной заработной платы до 15 долларов в час. Фирма стала крупнейшим донором политического комитета Florida for a Fair Wage, пожертвовав основную долю от 4,15 миллиона долларов, собранных на проведение кампании. Поправка была вынесена на референдум в штате Флорида 3 ноября 2020 года и принята большинством голосов, превысившим необходимый порог в 60 %. В соответствии с принятым законом, минимальная почасовая оплата труда во Флориде будет поэтапно повышаться до 15 долларов к 2026 году.

## Инцидент в Вайоминге с использованием ИИ и фиктивных судебных прецедентов
В феврале 2025 года трое адвокатов из офиса Morgan & Morgan в штате Вайоминг были подвергнуты дисциплинарным взысканиям со стороны Окружного суда США по округу Вайоминг за подачу ходатайства, содержащего восемь вымышленных судебных прецедентов, сгенерированных с помощью искусственного интеллекта (ИИ). Главный ответственный юрист, Радвин Аяла, признал, что ненадлежащим образом полагался на инструмент ИИ, предоставивший сфабрикованные ссылки на дела. Аяла был оштрафован на 3 000 долларов и лишён временного допуска к адвокатской деятельности по принципу pro hac vice, в то время как его руководители — Т. Майкл Морган и Тэли Гуди — получили штрафы по 1 000 долларов каждый за ненадлежащий контроль над документацией.
После вынесения решения фирма Morgan & Morgan отозвала проблемное ходатайство, возместила судебные расходы стороне ответчика и ввела корректирующие меры на уровне всей организации. Среди них — дополнительное обучение адвокатов по вопросам использования ИИ, ужесточение процедур проверки ИИ-контента и обязательная независимая проверка всех ссылок на судебные решения. Суд отказался наказывать саму фирму, сославшись на её оперативные действия по исправлению ситуации.